# The Converted Deacon
The Converted Deacon er en amerikansk stumfilm fra 1910.